# Serbokroatiskspråkiga Wikipedia
Serbokroatiskspråkiga Wikipedia är den serbokroatiskspråkiga upplagan av Wikipedia. Den startade den 23 december 2012. Den har för närvarande 460 531 artiklar.